# Slaget ved Tannenberg (1914)
|  | For slaget i Middelalderen, se Slaget ved Tannenberg (1410) |
Slaget ved Tannenberg (1914) betegner de første kamphandlinger mellem Rusland og Tyskland ved 1. verdenskrigs begyndelse i 1914. Betegnelsen bruges dels om slaget 26.-29. august 1914, hvor hovedparten af 2. russiske armé blev omringet og nedkæmpet. Dels om hele felttoget fra krigens udbrud til de sidste russiske soldater var fordrevet fra tysk jord i begyndelsen af september. Dette felttog omfatter fire slag: Stallupönen, Gumbinnen, Tannenberg og de masuriske søer.

## Den strategiske ramme
Efter Schlieffen-planen havde Tyskland koncentreret langt hovedparten af sin hær over for Frankrig. Målet var at opnå en hurtig afgørelse på vestfronten for bagefter at vende sig mod Rusland.
Den russiske hær var delt i en sydvestfront mod Østrig-Ungarn og en nordvestfront mod Tyskland. Heraf var den første langt den stærkeste; men i det sidste år før krigsudbruddet havde Rusland lovet Frankrig at øge presset på Tyskland. Så sent som den 21. juli 1914 var den franske præsident Poincaré på statsbesøg i St. Petersborg. Her  lovede zaren at stille 800.000 soldater til rådighed for nordvestfronten for på den måde at binde mindst 5-6 tyske armekorps i Østpreussen.

## Terrænet
Vest- og Østpreussen strakte sig som en arm mod øst  langs Østersøen. Fra vest til øst rakte denne arm godt 300 km. Fra syd til nord fra den russiske grænse til Østersøen var der på det smalleste sted kun lidt over 100 km. Omvendt strakte den russiske del af Polen sig langt ind mellem Tyskland og Østrig-Ungarn.
Det østligste hjørne af Østpreussen var behersket af de Masuriske Søer, et område på næsten 80 km på hver led med mange større og mindre søer og skove, som gjorde området vanskeligt passabelt.
Infrastrukturen på den tyske side af grænsen var vel udbygget. Der var mange gode jernbaner og veje specielt langs kysten, men også inde i landet. I den russiske del af Polen var infrastrukturen derimod generelt dårlig med få jernbaner og sandede veje.

## Den russiske plan
Den russiske nordvestfront under general Shilinski havde to armeer til sin rådighed. 1. armé eller Njemen-armeen under general Rennenkampf bestod af II, III, IV og XX armékorps, fem kavaleri-divisioner og seks reservedivisioner. 2. armé eller Narew-armeen under general Samsonow bestod af I, VI, XIII, XV og XXIII armekorps samt tre kavaleridivisioner. Som reserve havde fronten III Sibiriske korps og XXII armékorps bestående af fire finske skyttebrigader omkring Grodno.
Den russiske plan gik ud på at angribe ind i Østpreussen med 1. armé fra øst og 2. armé fra syd. Det betød, at de to armeer kom til at angribe på hver sin side af de Masuriske Søer. Det vanskeliggjorde koordineringen mellem dem.
Begge armeer kunne have angrebet side om side fra syd. Men pga. den dårlige infrastruktur ville det være svært at få begge armeer frem til grænsen. Man ønskede heller ikke at blotte det centrale Rusland ved at flytte Njemen-armeen væk fra området vest for Wilna. Et angreb med to armeer fra øst var umuligt pga. pladsmangel.

## Den tyske plan
Den tyske 8. armé i Østpreussen bestod af I (Francois), XVII (Mackensen) og XX (Scholz) armekorps, I (Below) reservekorps, 3. reservedivion, 1. kavaleridivision og besætningerne på fæstningerne Königsberg, Lötzen og Thorn. Armeens chef var general Max von Prittwitz.
Efter den tyske plan skulle I armékorps indledningsvis sikre grænsen mod øst og XX armékorps mod syd. De øvrige tropper blev holdt samlet i det centrale Østpreussen. Efter omstændighederne skulle denne reserve indsættes i et omfattende modangreb mod enten 1. eller 2. russiske armé for at nedkæmpe så stor en del af dem som muligt. Derefter skulle alle koncentreres mod den anden russiske armé.
Denne plan krævede stor mobilitet og hurtige bevægelser, men blev begunstiget af de relativt korte afstande og den gode infrastruktur. Et problem var imidlertid de uklare kommandoforhold. I og XX armékorps var allerede i fredstid ansvarlig for grænsesikringen. Denne opgave skulle de fortsætte med at løse, når de indgik i 8. armé. Det var specielt et problem, fordi infanterigeneral Francois ønskede at føre grænsesikringen offensivt, mens Prittwitz ønskede den ført defensivt.

## Slagets forløb

### Krigsudbrud (1.-15. august)
Krigen begyndte den 28. juli, da Østrig-Ungarn sendte sin krigserklæring til Serbien. Den 30. juli svarede Rusland med en krigserklæring til Østrig, og den 1. august iværksatte Tyskland sin mobilisering. Den 2. august erklæres krigstilstand mellem Tyskland og Frankrig og den 4. august mellem Tyskland og England.
I de første dage i august var der enkelte træfninger mest ved kavaleripatruljer langs Østpreussens grænser. Omkring den 10. august tog de russiske angreb til i styrke, men der var stadig tale om spredte angreb.
Den 7. august etableres 8. armé, og von Prittwitz befalede I armékorps at samle hovedstyrken omkring Insterburg og udføre grænsesikringen med mindre styrker. Francois holdt imidlertid fast i den offensive grænsesikring. Han placerede sin 1. infanteridivision under general von Conta omkring Stallupönen, sin 2. infanteridivision under general von Falk ved Tollmingkehmen længere mod syd og sikrede den nordlige flanke ved Pillkallen med 1. kavaleridivision.

### Stallupönen (17. august)
Rennenkampf går over grænsen og møder Francois' tropper ved Stallupönen. Von Conta forsvarer Stallupönen, men russerne går frem både nord og syd for byen. Da von Prittwitz opdager, at hans tropper er i kamp 50 km øst fra det sted, hvor han har befalet dem til at være, beordrer han øjeblikkelig tilbagetrækning. Men Francois afviser ordren.
I mellemtiden har von Falk fra sin stilling ved Tollmingkehmen set, at der er hårde kampe ved Stallupönen. På eget initiativ sætter han major Schlimm med to bataljoner i stilling ved Mehlkehmen. Med resten af divisionen marcherer han mod Stallupönen. De russiske tropper, som var ved at omgå byen mod syd, blev ramt direkte i ryggen og fuldstændigt slået. Von Falk tog over 3000 fanger. Derved lykkedes det at stabilisere situationen. I løbet af natten gik I armékorps tilbage til Gumbinnen.
Major Schlimm havde i mellemtiden med sin lille styrke holdt stillingen ved Mehlkehmen. Det viste sig senere, at han var angrebet af mere end to russiske divisioner.

### Gumbinnen (19-20. august)
8. tyske armé besluttede nu at engagere Rennenkampf. Ved Gumbinnen gik Francois i stilling nord for jernbanen med sin 1. division forstærket med hovedreserven fra Königsberg, mens 2. division skulle foretage en omgående bevægelse rundt om den russiske nordflanke. Syd herfor skulle XVII armékorps, I reservekorps og 3. reservedivision rykke frem for at møde russerne.
Udfaldet af kampen var uklart. XVII armékorps kom overilet ind i kampen og blev slået et stykke tilbage. Men mod nord havde I armékorps god fremgang, og sidst på dagen lykkedes det virkelig 2. division at bryde ind i den russiske formation.
Da kampen var stilnet af ved mørkets frembrud den 20., befalede von Prittwitz imidlertid tysk tilbagetrækning. 2. russiske armé var nu endelig nået over grænsen i syd og truede med at afskære 8. armés forbindelse til resten af Tyskland. Francois protesterede. Han mente, at slaget kunne have været afgjort dagen efter, og så ville der stadig være god tid til at vende sig mod Samsonow.
Men von Prittwitz holdt fast i sin beslutning. Medvirkende hertil var en melding fra et observationsfly, som havde set russiske forstærkninger på vej frem i det nordlige område. Det viste sig senere at have været 1. tyske kavaleridivision. Den havde de sidste dage opereret omkring Pillkallen og var nu på vej hjem med lange kolonner af russiske fanger.
Prittwitz ringede til det kejserlige hovedkvarter i Koblenz og informerede general grev von Moltke om, at han ikke længere kunne forsvare Østpreussen. Von Moltke besluttede derpå at fyre von Prittwitz. Som afløser udpegede han en pensioneret general, Paul von Hindenburg, der som stabschef fik udpeget helten fra Liege, general Erich Ludendorff.
Derudover besluttede von Moltke at forstærke 8. armé. Da han nu var overbevist om, at Danmark ville forblive neutralt, befalede han den slesvig-holstenske landeværnsdivision under general von der Goltz overflyttet til Østpreussen. Samtidig stillede han den nye arméchef i udsigt, at han kunne få tre armékorps og en kavaleridivision fra vestfronten.

### Den 21. august
Om aftenen den 20. var situationen ved Gumbinnen uklar; men den 21. om morgenen kunne Rennenkampf konstatere, at tyskerne var væk. Han telegraferede derfor til chefen for nordvest-fronten general Shilinski, at I tyske armékorps var slået, at XVII tyske armékorps også havde haft svære tab og trak sig tilbage og at han selv forfulgte den slagne modstander mod vest.
I virkeligheden havde Rennenkampf mistet kontakten med fjenden. Hans vurdering af fjendens tab, placering og hensigt var derfor mest gætteri, og den indeholdt alvorlige fejl. Tyskernes tilbagegang foregik i god orden. Der var ingen tegn på flugt. I armékorps var på ingen måde slået, korpsets tab var tværtimod ret små. Men hans fejlagtige vurdering kom til at danne grundlag for den russiske krigsførelse i de kommende seks dage. Selv om Rennenkampf havde fem kavaleridivisioner, lykkedes det ham på den tid ikke at skabe et realistisk fjendebillede eller blot få sikker kontakt med fjenden.
Shilinski er derfor nu overbevist om, at de tyske tropper er slået. Samsonows 2. armé har i syv døgn marcheret næsten uafbrudt mod nord ad dårlige veje. Det kniber alvorligt med forsyningerne, og Samsonow anmoder derfor om en hviledag. Men efter Shilinskis opfattelse har Samsonow kun flygtende tyske enheder foran sig. Nu gælder det om at afskære tyskernes flugt mod vest, så de tyske tropper ikke kan komme i sikkerhed bag floden Wisła (Weichsel). Derfor befaler han tværtimod, at 2. armé skal øge tempoet.

### Tysk chefskifte (23. august)
Da de to nyudnævnte chefer for 8. armé nåede hovedkvarteret, var I armékorps på ved tilbage med jernbanen fra Königsberg mod Elbing. XVII armékorps og I reservekorps marcherede mod vest længere mod syd.
Uden von Prittwitz vidende havde operationsofficer oberst Hoffmann imidlertid udarbejdet en ny plan. Den blev umiddelbart godkendt af de nye chefer. Chancen for at få en afgørelse mod Rennenkampf var forpasset. Derfor skulle hele arméen nu vende sig mod Samsonow.
I armékorps (Francois) skulle i Marienburg dreje mod syd. Derved ville korpset komme i position til at angribe Samsonows vestlige flanke. Samtidig skulle XVII armékorps (Mackensen) og I reservekorps (von Below) dreje mod syd og angribe Samsonows østlige flanke. XX armékorps (von Scholz), som de sidste par dage havde kæmpet mod Samsonow, skulle fortsat gå langsomt tilbage og efterhånden dreje mod vest. I det hul, der derved opstod mod nord, blev 3. reservedivision (von Morgen) og den slesvig-holstenske landeværnsdivision (von der Goltz) indsat. 3. reservedivision var på vej mod vest med den sydlige jernbane fra Lötzen over Ratzenburg til Allenstein. Den slesvig-holstenske landeværnsdivision var på vej med jernbanen fra Slesvig.

### Samsonows højre flanke 26. august
Den 26. august var udset til at være dagen for det tyske angreb på 2. russiske armé; men Francois mente ikke, at han var klar. Det meste af I armékorps' artilleri og forsyninger var stadig på jernbanen. Hans angreb var derfor yderst forsigtigt og kom ingen vegne.
På den østlige fløj var de tyske tropper derimod klar til tiden. Samsonow havde her indsat sit VI armékorps. Om morgenen den 26. melder korpsets ene division om stærke tyske tropper. Samsonow afviser imidlertid meldingen. Han fortæller korpset, at der kun er spredte, flygtende tyske tropper i området og befaler en energisk fremrykning. Resultatet er, at divisionen løber frontalt ind i de to angribende tyske korps og bliver fuldstændigt slået. I løbet af dagen flygter det meste af VI armékorps mod syd tilbage over grænsen til Rusland. Samsonows højre flanke er nu helt åben.

### Samsonows venstre flanke 27. august
Dagen efter gentager historien sig på den vestlige fløj. Francois er nu klar, og i løbet af formiddagen bryder I armékorps gennem den russiske front og begynder sin fremrykning mod øst.
Først nu går det tilsyneladende op for Samsonow, at der er noget alvorligt galt. Tyskerne er brudt igennem på begge flanker og truer med at omringe hovedparten af 2. armé. I den situation har man to muligheder. Man kan enten bryde omringningen ved at gå tilbage eller frem. Man kan trække tropperne ud, mens tid er, eller man kan bryde omringningen ved et fornyet energisk angreb.
Samsonow valgte at gå frem. Med sin nærmeste stab forlod han hovedkvarteret i Neidenburg og søgte frem til de forreste korps for at opildne dem til et forstærket angreb mod nord.

### Afgørelsen 28.-29. august
Samsonows forsøg på at øge presset i centrum havde kortvarigt en vis effekt over for XX tyske armékorps. Men da han forlod hovedkvarteret i Neidenburg, mistede han samtidig enhver mulighed for at kommunikere med sine fløjkorps.
Den 28. august nåede Francois frem til Neidenburg, hvor Samsonow havde været dagen før. Ludendorff befalede her Francois at dreje mod nord til støtte for XX korps; men Francois ignorerede ordren og fortsatte mod øst i retning mod Willenberg. Kort efter begyndte omringningen for alvor at vise sin virkning. Et ukoordineret russisk modangreb fra sydvest blev afvist, og hen på eftermiddagen kunne selv XX korps gå i offensiven.
Om aftenen den 29. august mødtes enheder fra I og XVII tyske armekorps ved Willenberg. Dermed var de russiske XIII, XV og en stor del af XXIII armékorps lukket inde. Den 29. og 30. august gik disse enheder fuldstændigt i opløsning, og de russiske soldater overgav sig i tusindvis. Francois' I armékorps tog omkring 60.000 fanger. Sammenlagt tog tyskerne ca. 90.000 russiske fanger, heriblandt otte generaler. Alle andre dele af 2. armé trak sig tilbage eller flygtede over grænsen til Rusland.

### De masuriske Søer
For tyskerne gik de næste dage med oprydning og reorganisering. Store mængder russisk materiel og mange heste blev brugt til at udruste og forstærke de tyske enheder. De forskellige landeværnsenheder blev samlet til et landeværnskorps under general von der Goltz. Den 5. september ankom yderligere forstærkninger fra vestfronten. Det drejede sig om XI armékorps under general von Plüskow, Garde-reservekorpset under general von Gallwitz og 8. kavaleridivision under general greve von Schulenburg.
8. armé bestod dermed af syv korps og to kavaleridivisioner. Med denne styrke kunne Hindenburg nu vende sig mod Rennenkampf. Den 7. september angriber 8. arme mod øst. Planen var, at Francois med sit I armékorps skulle rykke frem mellem de masuriske søer for i en omgående bevægelse at komme ind bag Rennenkampf. De skulle altså omfattes på samme måde som Samsonows 2. arme.
Det lykkedes dog ikke. Rennenkampf lod sig ikke fange. Han valgte at trække sig mod øst, og den 15. september havde den sidste russiske soldat forladt tysk jord. Chefen for 1. russiske armé fik i Tyskland herefter navnet Rennen-ohne-kampf.

## Tannenbergs følger
Slaget ved Tannenberg fik store følger for det videre krigsforløb. Resten af krigen på østfronten kom til at foregå på russisk jord. Samtidig havde Rusland mistet en hel armé. Det skal dog ses i lyset af, at den russiske hær ved krigens start kunne indsætte otte armeer, og flere var under opstilling. Alligevel mente bl.a. Solsjenitsyn, at dette tab havde vidtgående følger, fordi Rusland i de følgende år hele tiden manglede den ene afgørende armé.
Det er også hævdet, at begivenhederne fik følger på vestfronten. Mange har ment, at overflytningen af de to armékorps fra vest til øst fratog Tyskland muligheden for at vinde krigen mod Frankrig. Om det er rigtigt kan kun blive spekulation.
Endelig betød Tannenberg, at Paul von Hindenburgs og Erich Ludendorffs ry voksede ud over alle grænser. Det var årsagen til, at de fra 1917 reelt kunne overtage magten i Tyskland. Denne legendariske status fornemmes tydeligt i dette maleri af professor Hugo Vogel.
En af von Hindenburgs forfædre faldt i 1410 i slaget ved Tannenberg/Grunwald (1410)

## Årsagerne til Tannenberg
Ved Tannenberg havde russerne stor overmagt, næsten 3 til 1. Alligevel lykkedes det tyskerne at vinde en knusende sejr. For at forstå dette paradoks må slaget analyseres efter krigsføringens grundprincipper.
På det overordnede plan er russerne den angribende part. Alligevel lykkes det tyskerne gennem hele kampagnen at erobre og fastholde initiativet. Det er hele tiden tyskerne, der bestemmer, hvor og hvornår der skal kæmpes. Dernæst bruger tyskerne konsekvent bevægelsen til at lægge tyngde. De flytter tropper og skaber derved lokal overlegenhed, dér hvor kampen skal stå. I modsætning til russerne lykkes det altid tyskerne at samle deres tropper på det rigtige sted og tidspunkt. Det afgør slaget.